# Miroir segmenté

Comparaison des miroirs primaires de télescopes notables. Certains ont des miroirs segmentés comme l'ELT.

La technique du miroir segmenté en optique consiste à réaliser un grand miroir à partir de miroirs plus petits et juxtaposés. Cette technique est utilisée lorsque la réalisation d'un seul très grand miroir pose des problèmes techniques difficilement surmontables. Elle est utilisée pour la réalisation des miroirs primaires des grands télescopes, à partir de 8,5 m de diamètre environ.
La courbe théorique de la surface du miroir virtuel doit être confondue avec les surfaces des petits miroirs, en respectant une précision nanométrique. Ce procédé nécessite donc un alignement et un positionnement extrêmement précis de chaque miroir, généralement contrôlé par informatique.